# Celestino Sfondrati
Celestino Sfondrati (né le 10 janvier 1644 à Milan, en Lombardie, et mort à Rome le 4 septembre 1696) est un cardinal italien de la fin du XVIIe siècle. Il est membre de l'ordre des bénédictins. Celestino Sfondrati est un petit-neveu du pape Grégoire XIV (1590-1591) et du cardinal Francesco Sfondrati (1544) et le neveu du cardinal Paolo Emilio Sfondrati (1590).

## Biographie
Celestino Sfondrati est professeur de philosophie, de théologie, maître des novices, évêque de Novare, vicaire général et prince-abbé à l'abbaye de Saint-Gall. Il est un grand opposant du gallicanisme et du jansénisme et est l'auteur de plusieurs œuvres sur la théologie, les apologétiques et le droit canon.
Le pape Innocent XII le crée cardinal lors du consistoire du 12 décembre 1695.

### Sources
- Fiche du cardinal sur le site fiu.edu